# Park Ryung-woo

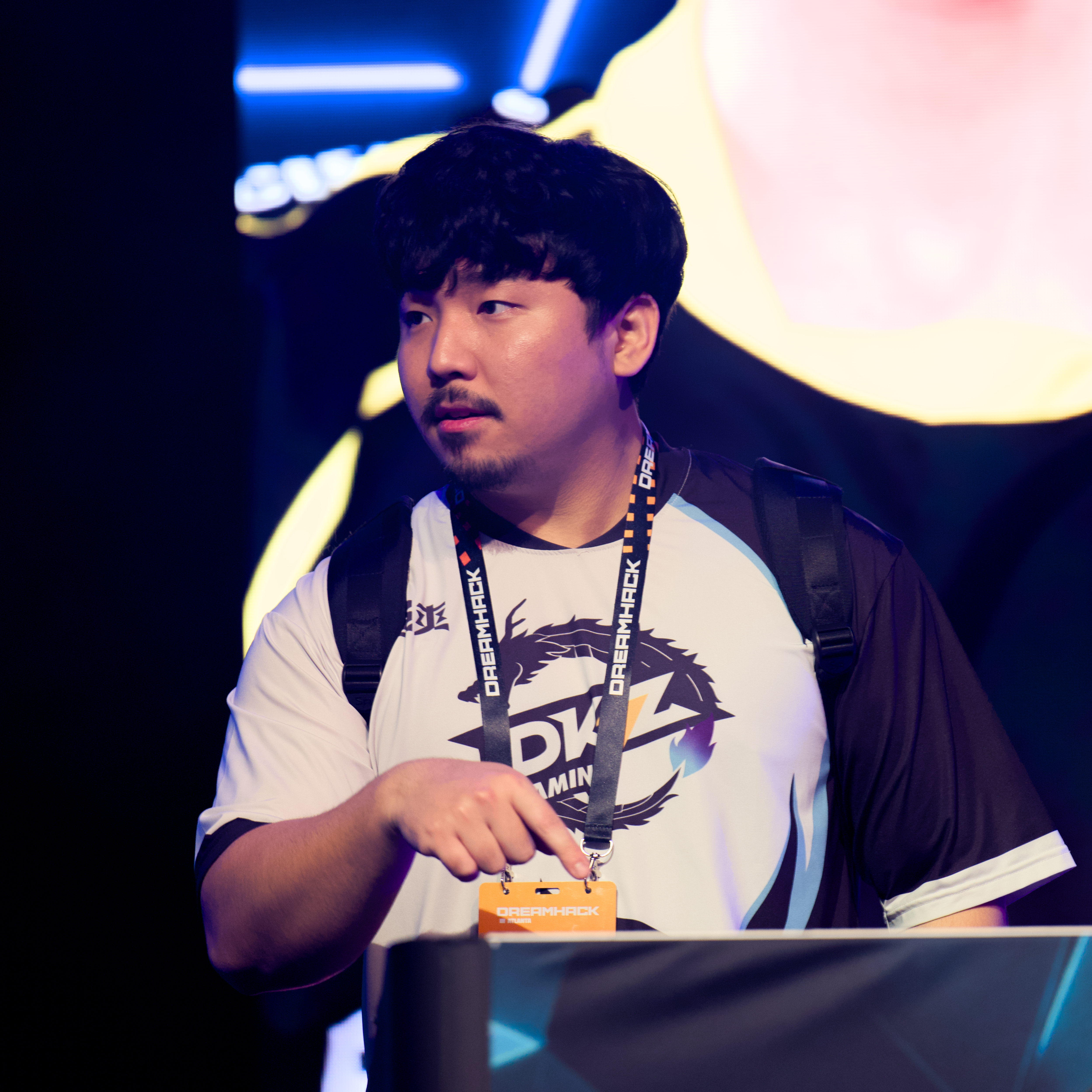
Dark auf der DreamHack Winter 2023

Park „Dark“ Ryung-woo  (koreanisch 박령우; * 10. Juni 1995) ist ein südkoreanischer E-Sportler im Computerspiel StarCraft II. Er ist spezialisiert auf die Rasse Zerg.
Zu seinen größten Erfolgen zählen unter anderem sein Sieg bei der World Championship Series (WCS) 2019 auf der BlizzCon, vier Titel in der südkoreanischen GSL (drei reguläre Saisons und ein Super Tournament) sowie der Gewinn der Proleague 2015 mit SK Telecom T1. Mit über 1,1 Millionen US-Dollar kumuliertem Karrierepreisgeld (Stand: November 2024) gehört er zu den erfolgreichsten Spielern überhaupt in dieser Disziplin.

## Karriere
Die Profikarriere von Park Ryung-woo (Nickname: Dark) begann um 2012. Nach einigen Monaten beim von Lim Yo-hwan gegründeten Team SlayerS wurde er – nach dessen Auflösung – von SK Telecom T1 verpflichtet.
Sein erstes vorderes Resultat bei einem großen Einzelturnier gelang Dark im März 2015 beim Finale der ESL Intel Extreme Masters Season IX im polnischen Katowice, wo ihm der Sprung ins Halbfinale gelang. Mit SKT T1 gewann er die Proleague 2015, nachdem das Team im Vorjahr den Titel knapp verpasste und den zweiten Platz holte. 2016 gewann er mit der StarCraft StarLeague (SSL) sein erstes großes Soloturnier und sicherte sich 40 Millionen Won (ca. 35.000 US-Dollar) Preisgeld. Im Herbst 2016 wurde bekannt, dass die Proleague nach mehr als einem Jahrzehnt ihren Betrieb einstellt und SKT T1 seine StarCraft-2-Abteilung auflöst. Dark war daraufhin für längere Zeit teamlos. Zum Saisonhöhepunkt 2016, dem WCS-Finale auf der Blizzcon präsentierte er sich trotzdem in Topform und musste sich erst im Finale seinem Landsmann Byun Hyun-woo („ByuN“) geschlagen geben.
Anfang 2018 erreichte Park Ryung-woo den Finaleinzug bei den World Electronic Sports Games (WESG) in Haikou. Dort unterlag er knapp mit 3:4 gegen Cho „Maru“ Seong-ju. Im Juni 2019 konnte Dark bei der Global StarCraft II League Season 2 als erster Zerg-Spieler seit Lee „Life“ Seung-hyun vier Jahre zuvor eine GSL-Saison gewinnen. Etwa vier Monate später gewann er zudem das GSL Super Tournament #2.
Im November 2019 folgte schließlich mit dem WCS-Titel sein bisher größter Erfolg. In der K.-o.-Phase ab dem Viertelfinale gab er nur eine einzige Karte ab. Nach zwei 3:0-Erfolgen über die Südkoreaner Maru im Viertelfinale und Classic im Halbfinale folgte im Finale ein 4:1-Sieg gegen den Italiener Riccardo „Reynor“ Romiti. Der Turniersieg war mit 210.000 US-Dollar dotiert.
2021 konnte Dark seine zweite GSL-Saison gewinnen. Im Jahr darauf entschied er unter anderem das DreamHack-Turnier in Valencia für sich.
Ende Juni 2024 gewann Park Ryung-woo seine dritte GSL-Saison. Wenige Wochen später beim Esports World Cup 2024 in Riad, dem ersten StarCraft-2-Turnier mit siebenstelligem Gesamtpreisgeld (in US-Dollar) der Geschichte, zog er ins Halbfinale ein. Dort unterlag er Joona „Serral“ Sotala deutlich mit 0:4 und gewann 80.000 US-Dollar Preisgeld.

## Persönliches
Im April 2024 gab Dark über soziale Medien bekannt, Vater einer Tochter geworden zu sein.